# Kitschkas
Der Stadtteil Kitschkas (ukrainisch Кічкас) von Saporischschja geht auf das deutsch-mennonitische Dorf Einlage zurück.
Das Dorf wurde 1790 von 41 mennonitischen Familien aus Ostpreußen gegründet. Der Name bezieht sich auf ein gleichnamiges Dorf an der Nogat, heute als Jazowa polonisiert. Der erste Dorfplatz war leider starken Überschwemmungen ausgesetzt und so wurde der Ort bald an einen etwas höheren Platz verlegt. Der Ort lebte sowohl von Landwirtschaft wie von Industrie und Handel. Hier war die erste mennonitische Wagenfabrik H. Unger angesiedelt und ab 1879 wurden erste Mähdrescher hergestellt. Zwischen 1902 und 1907 wurde hier auch eine Eisenbahnlinie verlegt, was zur weiteren Entwicklung von Handel und Industrie beitrug. Die Gegend war von vielen Findlingen und Felsblöcken übersät, so dass Obstbau schwierig war. Die Dorfschule wurde mehrmals erweitert. Eine Mennonitenkirche wurde 1900 erbaut, eine Kirche der Mennonitenbrüder 1904 und auch eine russisch-orthodoxe Kirche und Synagoge bestanden. In den 1920er Jahren wurde das bisherige Dorf wegen Bau des DneproGES aufgegeben und einige der Dorfbewohner zogen in das neue Neu-Einlage, das heutige Kitschkas. Heute steht hier die Kitschkass-Brücke.

## Mennonitenkirche
Die Kirche von 1900 wurde vermutlich vor Flutung des Ortes abgebrochen. Das Gebäude war im Stil der Neugotik errichtet. Der Bau soll die Heubudener Mennonitenkirche in Westpreußen als Vorbild gehabt haben, der Glockenturm glich demjenigen der Mennonitenkirche in Melitopol.

## Baudenkmäler
Im heutigen Kitschkas ist ein Mennonitengebäude von 1928 erhalten, das mit Bogenfenstern im Giebel, den Ziegelekorationen und dem flämischen Mauerwerksverband im Stil der frühen Mennonitenbauten errichtet wurde. Auch erhalten ist das Wohnhaus von Heinrich Dyck. Dieses Bauwerk ähnelt nicht mehr den frühen Mennonitenbauten, u. a. ist der Backstein grau und der Mauerwerksverband nicht flämisch, sondern Läuferverband.